# I. Kallixtusz pápa
Szent I. Kallixtusz (latinosan: Callixtus/Callistus), (2. század – 222. október 14.) a 16. pápa Szent Péter örökén. 217-től viselte ezt a címet egészen haláláig. Az ő uralkodásának kezdetén lépett fel a történelem első ellenpápája, Hippolütosz.

## Élete
Életéről és munkásságáról főként Hippolütosz leírásai alapján, a Philosophoumena című műve alapján vannak ismereteink, azonban ellenlábasként nem feltétlen írt igazakat I. Kallixtusz életéről.
Mindenesetre életrajzát a Philosophoumena a következőképpen írja le. Itáliában született egy szolgacsaládban. Amikor elérte az érett kort, ura, Carpophorus egy pénzintézet szolgálatába adta át. Azonban Kallixtusz elhagyta a keresztények befektetett pénzét, így jobbnak látta, ha elmenekül Rómából. Azonban Portusnál elkapták, és hajóval akarták visszavinni ura elé. Kallixtusz átvetette magát a korláton és a tengerre akarta bízni sorsát. Végül kimentették, és így vitték ura elé. A keresztények, akiknek pénzét Kallixtusz elhagyta, megbocsátottak neki, és elengedték büntetését.
Azonban hamarosan ismét letartóztatták a későbbi pápát, mert egy zsinagógában kisebb harc kezdődött, amikor adósságot akart begyűjteni. Hamarosan kiderült róla, hogy keresztény. Az ítéletét immár nem kerülhette el, és Szardínia szigetére küldték egy bányába. Végül több keresztény társával együtt felszabadították, Marcia, Commodus császár szeretőjének közbenjárására.
A legyengült Kallixtuszt Rómába vitték vissza, és ott a keresztény közösség ápolta. Felépülése után Zefirin pápa mellé szegődött, és hamarosan a pápa archidiakónusa lett. A Via Appia-i katakombák vezetőjévé vált, amelyet évek múltán róla neveztek el.

## I. Kallixtusz, a pápa
Zefirin pápa halála után I. Kallixtuszra szállt át a legfőbb keresztény méltóság viselése. Elődjének erős fellépése, az egyház egységesítésére tett rendeletei és kiközösítései miatt, főként a birodalom keleti részében hanyatlott a római püspök hatalma és népszerűsége. Ezért kellett I. Kallixtusznak számolnia Hippolütosz ellenpápával.

### Eretnekek és Szentháromság
Pontifikátusa alatt sokat küzdött a különböző szentírás-értelmezésekkel. Főként a Szentháromság körüli vitákban kellett kiállnia. Így elítélte Szabelliosz elméletét, a szabellianizmust, amely Isten három megszemélyesülését (Atya, Fiú és Szentlélek) úgy tekinti, hogy az Atya a fő alak, míg a másik két megszemélyesülés csak egyfajta kisugárzást jelöl. A modalizmus követői is hasonló elveket vallottak. Ők az isteni megjelenés egységére akarták terelni a hangsúlyt, a szentháromsággal ellentétben. Kallixtusznak ezzel az irányzattal is komoly gondjai voltak. Az adopcianizmus is ebben a korban bontotta ki nézeteit arról, hogy Jézus Krisztus egyszerű ember volt, akire születésekor szállt le az istenség. A többek között a bizánci Theodotosz terjesztette nézetet eretneknek tartották. Ugyan nagyon sok megbeszélést tartottak a Szentháromság kérdéséről, mégsem sikerült közös megegyezésre jutniuk, és a viták I. Kallixtusz pontifikátusa alatt nem simultak el.

### Bűnbocsánat
Az eretnekség mellett azonban I. Kallixtusz pápa legfőbb cselekedete volt az, hogy ő vezette be a megbánt bűnök bocsánatát. Azt vallotta, hogy az egyháznak a fő feladata az iránymutatás, a bűnök bocsánata, vagyis a hívők felé fordulás, és nem a belső dogmatikus viták. Éppen ezért vette be a fenti mondatot az egyház fő feladatai közé.
Hippolütosz elképedve hallotta ellenfele különös rendeletét, amely alapján a bűneit megbánó gyilkosokat, házasságtörőket és paráználkodókat is befogadja Jézus nyájába. Az akkori kocsmárosok között az járta, hogy a pápa egy szégyenfoltra épít szentélyt. Ez a cselekedet elnyerte a császári hatalom támogatását, hiszen az udvarban azt vallották, hogy akármilyen isten tisztelete többet ér, mintha kocsmába járna a csőcselék.

## Vértanúsága
A császári támogatás végül oda vezetett, hogy Róma egyik külvárosában, a Trasteverén építhette fel legendás bazilikáját, a Santa Maria-t, amelynek utóda ma is áll. A legendák szerint a bazilika központjában volt egy kút is, amelybe 222-ben római katonák belefojtották Kallixtuszt. Ennek a hagyománynak valószínűleg nincsen alapja.
A szélesebb körben elfogadott álláspont szerint a Via Aurelia mellett temették el, majd testét III. Gergely pápa vitette át a Santa Maria in Trastevere-templomba. Ünnepét október 14-én tartják.

## Művei
- Documenta Catholica Omnia (latin nyelven). [2016. március 4-i dátummal az eredetiből archiválva]. (Hozzáférés: 2011. december 6.)